# Peter Richter (Pharmazeut)
Peter Richter (* 21. September 1939 in Plauen) ist ein deutscher Pharmazeut und Hochschullehrer.

## Biografie
Peter Richter studierte von 1957 bis 1962 in Leipzig Pharmazie. 1968 wurde er promoviert, 1974 habilitiert. Ab 1974 war Richter Dozent und ab 1979 Professor für Pharmazie an der Universität Greifswald. Von 1988 bis 1990 war er Rektor der Universität. Ab 1992 arbeitete Richter in privaten Pharmafirmen. Er ist Inhaber diverser Patente.

## Schriften
- Synthese von 4-Amidinophenylbrenztraubensäure (APPA). In: Pharmazie (1973) 8 und (1974) 3
- Antiarrythmisch wirksame Amidinohydrazone substituierter Benzophenone. In: Pharmazie (1992) 10